# اندی بل (خواننده)
اندی بل (انگلیسی: Andy Bell؛ زادهٔ ۲۵ آوریل ۱۹۶۴) موسیقی‌دان اهل بریتانیا است که علت شهرت وی خواننده و ترانه‌سرا بودن گروه موسیقی معروف بریتانیایی ایریژر است. وی از سال ۱۹۸۵ میلادی تاکنون مشغول فعالیت بوده‌است.